# Adela Muñoz Páez
Adela Muñoz Páez (La Carolina, provincia de Jaén, 1958) es una química española especialista en espectroscopía de Absorción de Rayos X (EXAFS) aplicada a la caracterización de materiales.

## Biografía
Doctora en Química y catedrática de Química Inorgánica de la Universidad de Sevilla desde 2010, su formación es en Química de Estado Sólido y Catálisis Heterogénea durante la Tesis doctoral.

## Trayectoria profesional
Muñoz Páez es profesora de las facultades de Química y Física de la Universidad de Sevilla. Fue vicedirectora del Instituto de Ciencia de Materiales de Sevilla de 1998 a 2010. Ha dirigido varias tesis doctorales y proyectos de investigación y formado parte de números comités de evaluación científica nacionales e internaciones, como la Comisión Nacional de Evaluación de Actividad Investigadora, (CNEAI) la Fuente Europea de Radiación Sincrotrón, ESRF, o la instalación europea Láser de Electrones Libres, XFEL, en Hamburgo (Alemania).

### Tarea investigadora
Como investigadora ha realizado proyectos tanto nacionales como internacionales experimentando con fuentes de radiación sincrotrón de Gran Bretaña, Japón, así como coordinó el diseño de la estación de Rayos X (Claess) de la fuente de sincrotrón Alba en Barcelona. Es miembro del panel interdisciplinar del equipo del Sincrotrón Europeo, ESRF, situado en Grenoble (Francia), que ha hecho uso de las Espectroscopías, EXAFS y XANES, para estudiar la estructura de sistemas amorfos.
Ha realizado estancias de investigación como visitante en las universidades de Eindhoven (Holanda), Oxford (GB) y Osaka (Japón) y en centros de investigación de Mar del Plata (Argentina), Lausana (Suiza) y en el ESRF.

### Tarea docente
Ha sido profesora en las licenciaturas de Física, Química, Ingeniería de Materiales y en el máster de Ciencia y Tecnología de Nuevos Materiales, ocupándose de asignaturas de Química Inorgánica, Química General, Estado Sólido y Espectroscopia.  
Desde 2012 preside la Asociación Rector Machado y Núñez, por una investigación y docencia de calidad en la Universidad de Sevilla. Además en diciembre de 2015 se presentó a las elecciones a rectora de la Universidad de Sevilla. Desde febrero de 2018 es presidenta del nodo Andaluz de la Asociación de Mujeres Investigadoras y Tecnólogas, AMIT-A.

### Tarea divulgadora
Muñoz Páez además realiza tareas de divulgación científica, habiendo publicado más de cien artículos en prensa escrita y digital e impartido más de ochenta conferencias, en las que se ha ocupado fundamentalmente de las mujeres científicas. También ha publicado los ensayos De la cicuta al polonio (Debate, 2012), traducido al polaco en 2014, La buena muerte (Debate 2013), que trata sobre la eutanasia y las biografías Marie Curie y Antoine Lavoisier (RBA, 2013) traducidas al italiano, francés, ruso y portugués de los que en conjunto se han impreso más de 150.000 ejemplares. La biografía de Marie Curie ha sido reeditada por National Geographic y está a la venta en librerías y en Amazon desde enero de 2018.
En febrero de 2017 ha publicado SABIAS. La cara oculta de la Ciencia, con editorial Debate y en julio de ese año la edición flash de SABIAS en la Segunda República española, que tuvo una gran repercusión. Ha participado en más de ochenta actos de presentación de ambos libros desde su publicación y tiene previstos varios más. Desde 2008 mantiene la web que recoge sus actividades de divulgación científica.
Desde mayo de 2017 publica un artículo mensual de divulgación científica en El Periódico de Cataluña.

### Otras actividades
Desde febrero de 2016 interpreta a Marie Curie en una obra teatral dirigida a alumnos de primaria y secundaria, con gran éxito de público —24 representaciones y más de 6000 espectadores— y crítica —Premio Equitat de la Universitat Oberta de Catalunya en mayo de 2017—. En enero de 2018 les dedicaron un reportaje en el programa Lab24h de TV2.
Ha formado parte de la Junta directiva de la  ONG ASDHA, en defensa de los derechos humanos en Afganistán, y desde 2015 forma parte de la ONG Alianza por la Solidaridad que desarrolla proyectos de cooperación de ayuda mujeres en el Mediterráneo y Latinoamérica.

## Premios y reconocimientos
- En 2008 por el artículo "Que no estén solas" recibió el accésit al Premio de Periodismo de Divulgación Feminista Carmen de Burgos, de la Universidad de Málaga,[15]
- En 2015 le fue concedido el premio especial del jurado Premios Meridiana del Instituto de la Mujer de la Junta de Andalucía por su trayectoria personal y profesional. Su discurso pronunciado en representación de todas las premiadas  fue publicado en el Huffington Post (9/03/2015) bajo el título La hora de las mujeres en Andalucía.[16]

## Obras
Es coautora de más de cien artículos en revistas científicas internacionales y artículos sobre mujeres científicas.
- Lavoisier. La química moderna. La revolución está en el aire. RBA. 2013. p. 150. ISBN 978-84-473-7670-4.
- Marie Curie. La radiactividad y los elementos. RBA. 2013. p. 150. ISBN 978-84-473-7645-2.
- Historia del veneno. De la cicuta al polonio. Debate. 2012. p. 303. ISBN 978-84-9992-088-7.
- Lavosier. La nouvelle chimie. París. RBA. p. 150.
- Sabias. Debate. 2017. p. 368. ISBN 978-84-9992-702-2.
- Sabias en la Segunda República. Flash Ensayo. 2017.
- El secreto mejor guardado de la materia. RBA. 2013. p. 152.
- La buena muerte. Endebate. 2013. ISBN 9788499923246
- Brujas: La locura de Europa en la Edad Moderna (Historia). Debate. 2022. p. 416. ISBN 978-8418619571.